# Anamorfotická předsádka

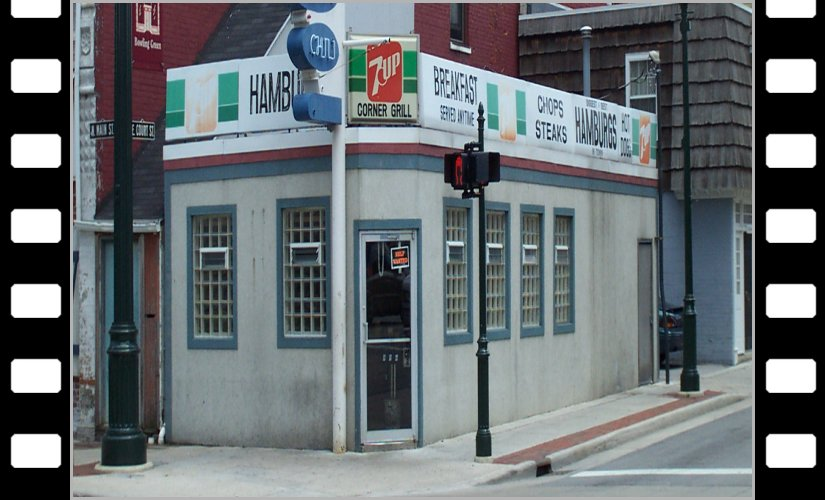
Objekt nasnímaný s využitím anamorfotu

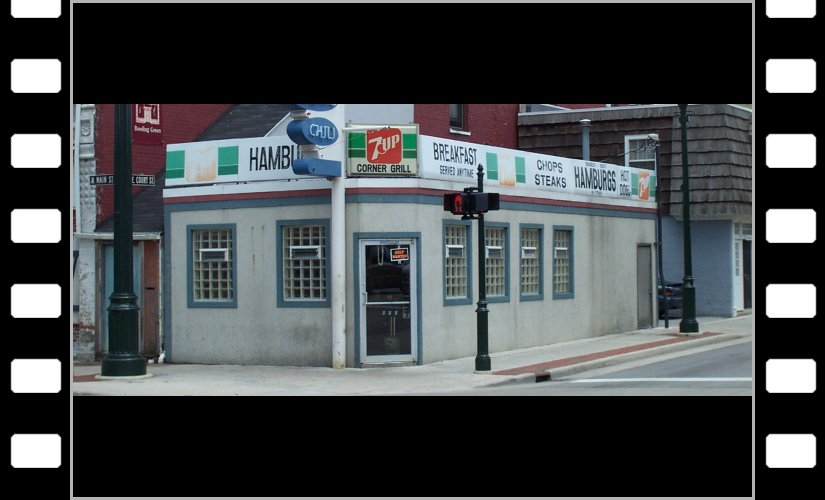
Tentýž objekt na filmu pro normální objektiv má výrazně horší využití plochy okénka

Anamorfotická předsádka, zkráceně anamorfot, je optická soustava, která se připevní na objektiv a ovlivňuje optické zobrazení. Při použití anamorfotické předsádky je obraz dvakrát větší ve svislém směru než ve směru vodorovném. Při natáčení jsou nejčastěji používány předsádky tvořené spojnými čočkami válcovitého tvaru (ve vodorovném směru nedochází k žádné deformaci obrazu (isomorfismus), ve svislém dochází k dvojnásobnému roztažení). Při projekci se nejčastěji používají hranolové nebo zrcadlové předsádky (zde se naopak jedná o vertikální rozptylky).
Anamorfotická předsádka je používaná v kombinaci se základním objektivem filmového projektoru k promítání filmů s rozšířeným formátem z normálního filmového pásu (CinemaScope). Tím se poměr stran z běžných 4:3 (neboli 1:1,33) roztáhne na (1:2,1 až 1:2,3).Běžný formát 4:3 nevyužívá plnou výšku okénka, s kterou komprimovaný formát "scope" tvoří poměr stran přibližně 1,2 :1 a předsádka jej roztáhne na dvojnásobek 2,4 :1.
Účelem použití anamorfotické předsádky je poskytnout širokoúhlý film s maximálním využitím plochy filmového políčka a tím i maximálním možným detailem, který lze na něj zaznamenat (viz obrázky). Alternativou k anamorfotickému způsobu snímání a promítání je technika Super35.